# Schizonotinus forficalis
Schizonotinus forficalis är en insektsart som beskrevs av Bei-bienko 1951. Schizonotinus forficalis ingår i släktet Schizonotinus och familjen vårtbitare. Inga underarter finns listade i Catalogue of Life.